# Jules Froment (prêtre)
Jules Froment est un prêtre catholique né le 22 janvier 1918 aux Assions et mort le 26 août 1977 à Montpellier.  Il est célèbre pour ses activités liées à la langue occitane (ateliers, écrits...).

## Biographie

### Jeunesse et études
Il grandit aux Assions, dans le hameau des Marges, dans la maison de ses grands-parents. En 1926, alors qu'il le conduit par la main sur la route de la Ribeyre, son père, presque aveugle, meurt subitement. De 1928 à 1932, il est au pensionnaire à l'école Serdieu de Laurac-en-Vivarais. Il entre au petit séminaire d'Aubenas, où il suit les cours de la classe de sixième et de cinquième. À l'issue de la classe de Rhétorique, en 1937, il passe la première partie du baccalauréat. La même année, il entre au grand séminaire de Viviers. En 1939, il passe la seconde partie du Baccalauréat puis, mobilisé, il est envoyé dans la région de Fréjus. Libéré des obligations militaires en 1940, il poursuit ses études de théologie à Viviers.

### Un prêtre professeur
Le 23 décembre 1944, il est ordonné prêtre. Jusqu'en 1946, il prépare une licence ès-lettres classiques à Lyon. Par attachement à son Ardèche natale, il refuse une chaire de grec aux facultés catholiques de Lyon et vient enseigner au petit séminaire d'Annonay puis à celui d'Aubenas. En 1966, il devient professeur à l'Intercollège catholique d'Aubenas qui ouvre cette année-là où il enseigne le français, le latin, le grec et l'occitan. En 1970, il devient directeur des études dans cette même école. Il traduit et adapte pour le Théâtre quelques œuvres des auteurs anciens.

### Un amoureux de la langue occitane
Il fonde les Soirées occitanes des Vans. Membre de l'Institut des Études Occitanes, il écrit des poèmes et des nouvelles en occitan publiés à titre posthume par la Faraça en 1980 sous le titre de Aigafòrt. Après une brève maladie, il meurt à la clinique Saint-Éloi de Montpellier, le 26 août 1977. Le 28 août, en l'église des Assions, ont lieu ses funérailles, présidées par Mgr Hermil, en présence de plus de cent prêtres et d'une foule immense, comme sans doute l'église de sa paroisse, trop petite ce jour-là, n'en avait jamais vue. 
Il repose dans le cimetière des Assions, près de l'église du hameau des Marges et dans le paysage qu'il a tant aimé. Sa stèle porte l’un de ses poèmes en occitan,.

## Hommages
Le Lycée Jules-Froment, à Aubenas, porte son nom depuis le 24 septembre 1980 , ainsi que le Centre Jules-Froment, sur la même commune.